# 팡욱

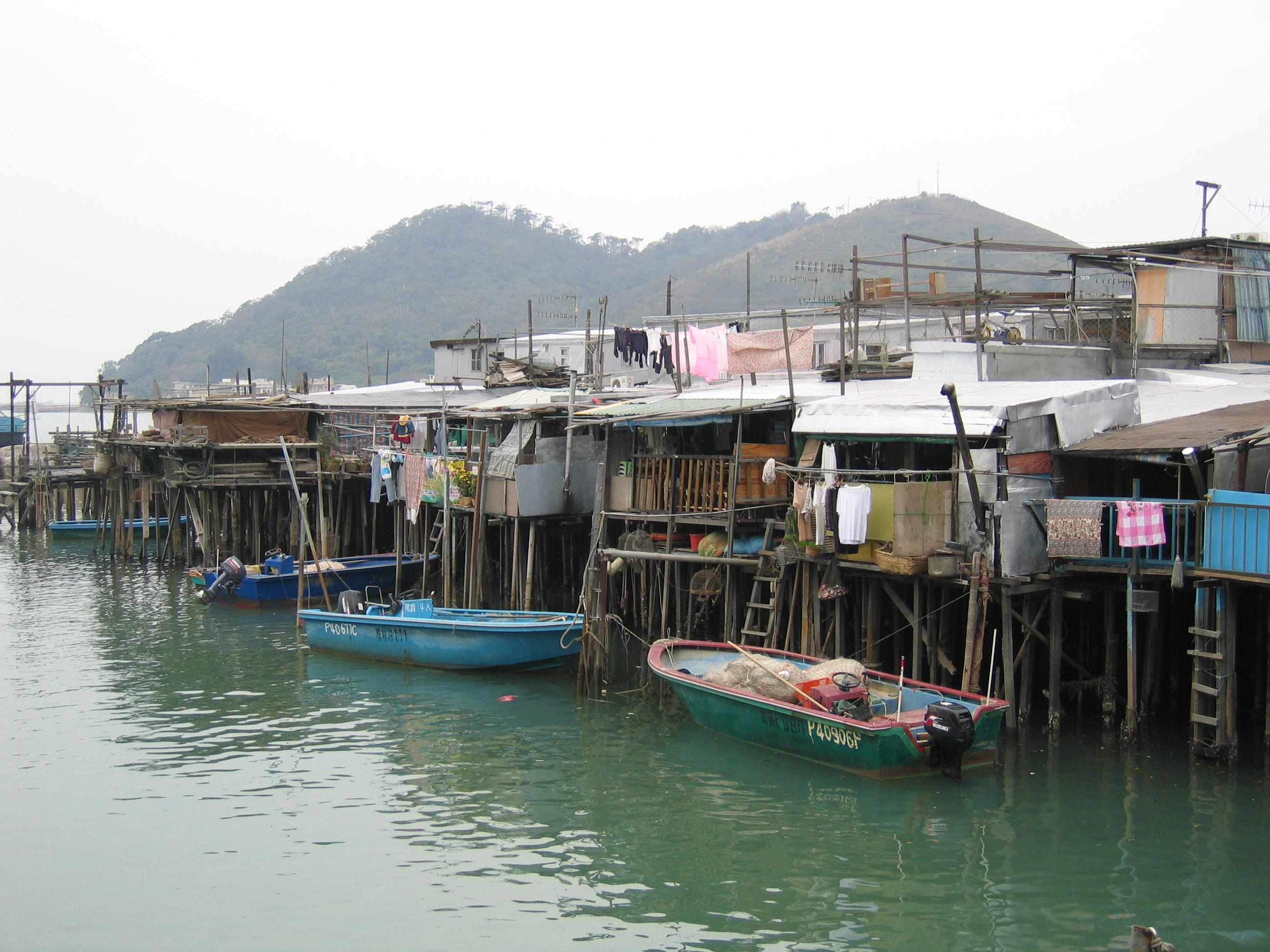

팡욱(중국어: 棚屋, 문자 그대로 '판잣집')은 홍콩 란타우섬 타이오에서 발견된 일종의 수상 가옥이다. 팡욱은 물 위나 작은 해변에 지어졌다.
2000년에 화재가 발생하여 타이오의 일부 주택이 파괴되었으며, 일부는 나중에 재건축되었다.
한때 홍콩 시골의 다른 많은 어촌과 마을에서 발견되었지만 타이오의 것만 대규모로 보존되었으며, 일부는 레이위문 마을과 레이위문의 마산추엔(Ma San Tsuen)에서도 발견되었다. 방욱은 단가(蜑家)나 어민들이 육지로 이주한 후 배를 짓는 집에서 발전했다.